# Niederdeutsche Lieder
Niederdeutsche Lieder (häufig auch plattdeutsche Lieder) sind Lieder, deren Texte in niederdeutscher Sprache verfasst sind. Niederdeutsche Lieder wurden vor allem ab dem 19. Jahrhundert populär.

## Verbreitungsgebiet
Das Gebiet, aus dem niederdeutsche Lieder stammen, entspricht weitgehend dem Verbreitungsgebiet der niederdeutschen Sprache, vor allem in Westfalen, Niedersachsen, Bremen, Schleswig-Holstein, Hamburg, Mecklenburg und dem historischen Pommern, und eher dem ländlichen Raum als den Städten. Auch im Plautdietschen, das unter anderem von vielen Russlanddeutschen gesprochen wird, gibt es zahlreiche Lieder.

## Geschichte

### Ursprünge

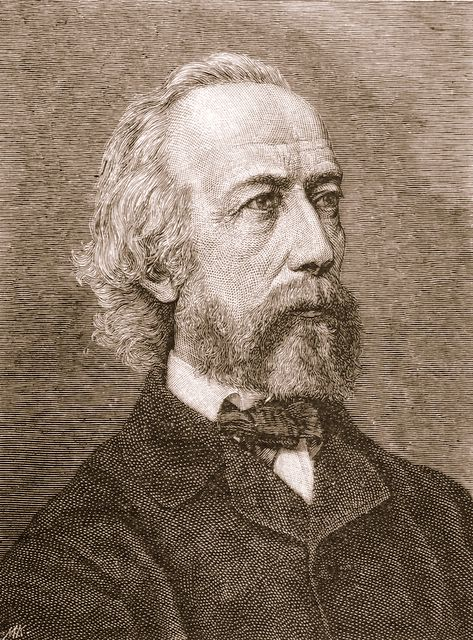
Klaus Groth, Holzschnitt

Niederdeutsche Lieder gibt es seit mehreren Jahrhunderten, wurden jedoch lange Zeit kaum dokumentiert. Mitte des 19. Jahrhunderts kam es in der norddeutschen Dichtkunst zu einer Besinnung auf heimatliche Werte und hier besonders die niederdeutsche Sprache. Von den zwei bekanntesten auf Niederdeutsch schreibenden Dichtern, Fritz Reuter (1810–1874) und Klaus Groth (1819–1899), war es Groth, der sich auf Gedichte konzentrierte, die vertont werden konnten. So wurden Matten Has, Lütt Anna-Susanna und De junge Wetfru zu Volksliedern. Arnold Schönberg (1874–1951) komponierte das Lied Ei du Lütte nach einem Groth-Text. Fritz Reuters Gedicht De Eikbom und Theodor Storms Gode Nacht wurden ebenfalls als Volkslieder bekannt. Der Text des Volksliedes Wo de Ostseewellen stammt von Martha Müller-Grählert. Das Lied wurde erstmals 1907 in einer Liedersammlung abgedruckt und bald auch in der Version Wo de Nordseewellen populär.
Zahlreiche weitere niederdeutsche Lieder stammen von unbekannten Autoren, wie das Liebeslied Dat du min Leevsten büst, das politische Lied Jan Hinnerk, das in Hamburg in der Zeit der Besetzung durch napoleonische Truppen ab 1806 entstand, und das Spottlied Herrn Pastor sien Kauh, von dem mehrere hundert Strophen existieren. Der größtenteils niederdeutsche Shanty Hamborger Veermaster wurde vermutlich Mitte des 19. Jahrhunderts von Seefahrern auf das Lied Banks of Sacramento gedichtet.

### Wiederentdeckung
Bereits 1965 nahm die Hamburger Gruppe Die City Preachers das aus Ostfriesland stammende Lied Ik hebbe se nich für ihr Album Folklore auf. Dabei improvisierte John O’Brien-Docker auf der Akustikgitarre. Im Rahmen der Wiederentdeckung deutscher Volkslieder durch Folkmusiker Anfang der 1970er Jahre wurden niederdeutsche Lieder ausgesprochen populär. 1973 veröffentlichte der in Nordfriesland lebende vormalige Jazz- und Schlagersänger Knut Kiesewetter sein Album Ihr solltet mich nicht vergessen, auf dem ein Stück in Niederdeutsch und eines in Fering enthalten sind. In der Folge erschienen weitere Alben von Künstlern, die in Nordfriesland aufgewachsen waren oder, wie Hannes Wader, zugezogen waren. 1974 erschien Waders Album Plattdeutsche Lieder, auf dem er teils selbst vertonte Lieder auf Niederdeutsch singt, die meisten nach Texten von Klaus Groth. Zu einigen Stücken hatte er eigene Kompositionen im Folk-Stil geschrieben oder Melodien adaptiert. So stammt die Melodie von De Moel von dem Irish-Folk-Titel Kelly The Boy From Killane. Das Album verkaufte sich so gut, dass in der Folgezeit weitere Folk-Alben mit niederdeutscher Musik entstanden. Der Sänger und Liedermacher Fiede Kay, ein Schulfreund Kiesewetters, brachte ab 1975 zahlreiche Alben mit niederdeutschen Liedern heraus. Kiesewetter selbst veröffentlichte bis 1987 LPs mit niederdeutsch gesungenen Liedern. 1976 erschien Leeder vun mien Fresenhof, das auf der A-Seite niederdeutsche Lieder und auf der B-Seite nordfriesische Lieder enthält und mit einer Goldenen Schallplatte ausgezeichnet wurde. Seine Schwester Sigrun Kiesewetter sang ebenfalls auf Niederdeutsch und veröffentlichte 1975 das Album Över de stillen Straaten, das mehrere von Theodor Storm und Klaus Groth getextete sowie ebenfalls zwei friesische Lieder enthält. Zu den Textern zählte auch Hein Hoop. Der Hamburger Rockmusiker Achim Reichel veröffentlichte 1976 Dat Shanty Alb’m und 1977 das Album Klabautermann, die einige niederdeutsch gesungene Shantys enthalten.
Der ostfriesische Schauspieler Siemen Rühaak war kurzzeitig als niederdeutscher Sänger aktiv. Sein Album Leevtalligheed erschien etwa 1973. Seit 1976 ist der in Brake nordwestliche von Bremen lebende Helmut Debus mit niederdeutsch gesungenen, ebenfalls im Folk-Stil vorgetragenen Titeln erfolgreich. Bis heute veröffentlichte er zahlreiche Alben. Weitere niederdeutsch singende Künstler dieser Stilrichtung stammten aus Ostfriesland, etwa Jan Cornelius und die Band Laway. 1977 entstand die erste Langspielplatte mit niederdeutschen Liedern aus Ostfriesland, siehe Ostfriesische Liedermacher. 1983 erhielt Laway für ihr Album Laat jo nich unnerkriegen den Preis der deutschen Schallplattenkritik.
In Mecklenburg wurden niederdeutsch gesungene Lieder in der Folkszene ebenfalls populär. Das Duo Piatkowski & Rieck sang ab 1977 auf Niederdeutsch und gab zwei Langspielplatten heraus. In ihren Liedern sprechen sie ernste Themen an wie die Zeit des Nationalsozialismus, singen aber auch traditionelle niederdeutsche Lieder. Auch der Chansonnier Kurt Nolze sang niederdeutsche Texte. 1984 wurde sein Album Över de stillen Straaten in der DDR veröffentlicht; später entstanden weitere niederdeutsche Stücke von Nolze.
Im Zuge der Wiederentdeckung niederdeutscher Lieder entstanden in beiden deutschen Staaten Bands, die eher der volkstümlichen Musik zugeneigt waren. 1981 wurde in Schleswig-Holstein die Gruppe Godewind gegründet, die überwiegend eigene Lieder singt. Im selben Jahr entstand die Rostocker Gruppe De Plattfööt, die wie Godewind eher der heiteren Seite des Lebens verpflichtet ist. Ab 1976 veröffentlichte auch die seit 1906 bestehende Theater- und Folkloregruppe Finkwarder Speeldeel regelmäßig Alben, überwiegend mit niederdeutschen Liedern. Von 1984 bis 2012 bestand die Gruppe Speelwark, die ebenfalls volkstümliche, meist niederdeutsche Lieder interpretierten.

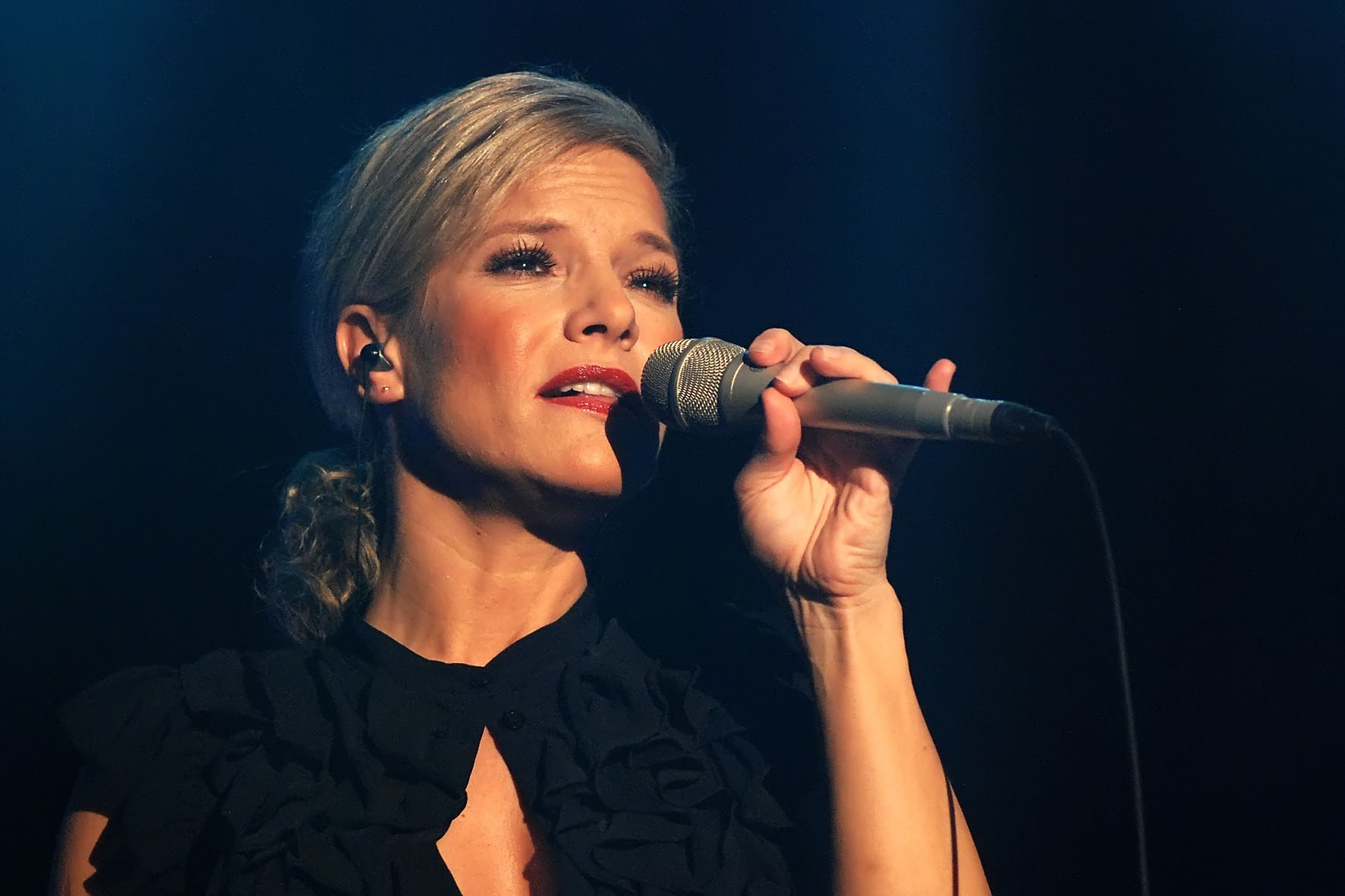
Ina Müller (2008)

Während in der DDR die niederdeutsch singenden Interpreten bis über die Wende hinaus populär blieben, war die Folk-Welle in der Bundesrepublik Deutschland Mitte der 1980er Jahre abgeebbt, so dass kaum noch neue Alben in niederdeutscher Sprache entstanden. 1997 erschien Mien Boom steiht hier des Vorpommeraners Gerd Christian, der ansonsten als Schlagersänger bekannt ist. Die Hamburger Sängerin und Moderatorin Ina Müller veröffentlichte 2004 und 2009 die Alben Die schallPlatte und Die Schallplatte – nied opleggt, auf der sie Cover-Versionen von Popmusikklassikern, etwa Veel to old als Version des Sting-Titels Fields of Gold, sowie eigene Stücke in niederdeutscher Sprache singt. Die CD erreichte Platz 13 der deutschen Albumcharts. Die Hamburger Tüdelband spielt seit 2009 niederdeutsche Lieder als sogenannten „Platt-Pop“. Die Hardcore-Punk-Band COR von der Insel Rügen veröffentlichte 2012 das Album Snack platt orrer stirb. Für niederdeutschen Hip-Hop mit elektronischen Elementen prägte die Bremer Hip-Hop-Formation De fofftig Penns den Begriff Dialektro. Außerdem errangen sie für Bremen mit dem niederdeutschen Titel Löppt den siebten Platz beim Bundesvision Song Contest 2013.
Weiterhin gibt es eine Reihe von Musikern, die Lieder mit plautdietschen Texten veröffentlichten. Neben den Sängern, die als Berufsmusiker niederdeutsche Lieder interpretieren, werden niederdeutsche Lieder etwa von Laienchören und auf Festen gesungen. Zugleich versucht man, die Schüler im Verbreitungsraum der niederdeutschen Sprache zum Singen niederdeutscher Lieder anzuregen.

## Preise und Wettbewerbe
Der Bad-Bevensen-Preis für vokale und instrumentale Gestaltung und Interpretation wird seit 1985 in Bad Bevensen vergeben. Erster Preisträger war Helmut Debus, gefolgt von Piatkowski & Rieck. Weitere Preisträger waren unter anderem das Dragseth-Duo, Jochen Wiegandt, die Gruppe Laway, Jan Graf, Otto Groote und Gerrit Hoss. Seit 2008 wird der Preis nur noch alle vier Jahre vergeben und ist mit 2000 Euro dotiert.
Seit 2011 findet der Musikwettbewerb Plattsounds für Amateurbands aus Niedersachsen statt. Zugelassen sind junge Musiker im Alter zwischen 15 und 30 Jahren, es dürfen nur eigene Songs gespielt werden. 2017 startete mit Plattbeats ein ähnlicher Wettbewerb, der nicht auf ein Bundesland beschränkt ist, dessen Schwerpunkt aber in Hamburg und Schleswig-Holstein liegt.
Einige Preise sind dem Erhalt der niederdeutschen Sprache gewidmet und zeichnen auch Musiker aus. So war Jan Cornelius unter den Preisträgern des Keerlke-Preises. Der Heinrich-Schmidt-Barrien-Preis wurde unter anderem an Jan Cornelius,  Godewind und Ina Müller vergeben. Den Niederdeutschen Literaturpreis der Stadt Kappeln erhielten die Musiker Helmut Debus, Ina Müller als Teil des Kabarettduos „Queen Bee“, Jan Graf und Annie Heger.